# Liste von Terroranschlägen im Jahr 2019
Die Liste von Terroranschlägen im Jahr 2019 enthält eine unvollständige Auswahl von Terroranschlägen, die im Jahr 2019 passierten. Attentate werden gesondert in der Liste bekannter Attentate behandelt. Die Liste von Sprengstoffanschlägen listet auch nichtterroristische Anschläge. Die Liste von Flugzeugentführungen enthält eine Liste mit meist terroristischem Hintergrund. Im Artikel Rechtsterrorismus werden weitere terroristische Anschläge aufgezählt.
Zur großen Übersicht siehe Liste von Terroranschlägen.

## Erläuterung
In der Spalte Politische Ausrichtung ist die politische bzw. weltanschauliche Einordnung der Täter angegeben: faschistisch, rassistisch, nationalistisch, nationalsozialistisch, sozialistisch, kommunistisch, antiimperialistisch, islamistisch (schiitisch, sunnitisch, deobandisch, salafistisch, wahhabitisch), hinduistisch. Bei vorrangig auf staatliche Unabhängigkeit oder Autonomie zielender Ausrichtung ist autonomistisch vorangestellt, gefolgt von der Region oder der Volksgruppe und ggf. weiteren Merkmalen der Täter: armenisch, irisch (katholisch), kurdisch, tirolisch, tschetschenisch, dagestanisch, punjabisch (sikhistisch), palästinensisch.
- Wenn die Zahl der Opfer 20 oder mehr beträgt, wird sie fett dargestellt. Wenn die Zahl der Opfer 50 oder mehr beträgt, wird sie außerdem unterstrichen.
- Die Zahl bei den Anschlägen getöteter/verletzter Täter ist in Klammern ( ) gesetzt.

## Januar
| Datum/Beginn    | Betroffenes Land             | Anschlag                             | Täter                              | Politische Ausrichtung                                                                 | Mittel                                                                 | Ziel                                  | Tote     | Verletzte | Hintergrund                                      |
| --------------- | ---------------------------- | ------------------------------------ | ---------------------------------- | -------------------------------------------------------------------------------------- | ---------------------------------------------------------------------- | ------------------------------------- | -------- | --------- | ------------------------------------------------ |
| 01. Januar 2019 | Afghanistan                  | Anschläge in Nangarhar und Sar-i Pul | Taliban, IS                        | deobandisch-fundamentalistisch, paschtunisch, islamistisch, salafistisch, wahhabitisch | Schusswaffen                                                           | Kontrollpunkte                        | 21 (+27) | 23        | Krieg in Afghanistan                             |
| 01. Januar 2019 | Mali                         | Anschlag in Mopti                    | Dozo-Extremisten                   |                                                                                        | Schusswaffen, Brandstiftung                                            | Dorf, Fulani-Zivilisten               | 37       |           | Konflikt in Nordmali (seit 2012)                 |
| 01. Januar 2019 | Burkina Faso                 | Anschlag in Barsalogho               | Mossi-Extremisten, Dschihadisten   |                                                                                        | Schusswaffen, Brandstiftung                                            | Markt, Dorf                           | 49       |           | Aufstand im Maghreb seit 2002                    |
| 06. Januar 2019 | Afghanistan                  | Anschlag in Badghis                  | Taliban                            | deobandisch-fundamentalistisch, paschtunisch, islamistisch                             | Schusswaffen                                                           | Kontrollpunkte                        | 21 (+15) | 9 (+10)   | Krieg in Afghanistan                             |
| 06. Januar 2019 | Syrien                       | Anschlag in Deir ez-Zor              | IS                                 | salafistisch, wahhabitisch                                                             | Schusswaffen                                                           | SDF-Milizionäre                       | 23 (+9)  | 30        | Bürgerkrieg in Syrien seit 2011                  |
| 07. Januar 2019 | Jemen                        | Anschlag in Dhamār                   | Huthi                              | zaiditisch, antiimperialistisch, antizionistisch, antisemitisch                        | Schlagstöcke, Gewehrkolben                                             | Gefängnis                             | 0        | 21        | Militärintervention im Jemen seit 2015           |
| 08. Januar 2019 | Afghanistan                  | Anschlag in Chost                    |                                    |                                                                                        | Motorradbombe                                                          | Markt                                 | 2        | 23        | Krieg in Afghanistan                             |
| 10. Januar 2019 | Zentralafrikanische Republik | Anschlag in Bambari                  | UPC                                |                                                                                        | Schusswaffen                                                           | Polizisten, Zivilisten                | 10       | 30 (+1)   | Bürgerkrieg in der Zentralafrikanischen Republik |
| 11. Januar 2019 | Irak                         | Anschlag in al-Qa'im                 | IS                                 | salafistisch, wahhabitisch                                                             | Autobombe                                                              | Markt, Polizisten                     | 2        | 25        | Aufstand im Irak (nach US-Rückzug)               |
| 14. Januar 2019 | Afghanistan                  | Anschlag in Kabul                    | Taliban                            | deobandisch-fundamentalistisch, paschtunisch, islamistisch                             | Selbstmordattentäter mit Autobombe                                     | UNAMA-Anlage, Wohnviertel, Zivilisten | 4 (+1)   | 113       | Krieg in Afghanistan                             |
| 15. Januar 2019 | Kenia                        | Anschlag in Nairobi                  | al-Shabaab                         | wahhabitisch, islamistisch                                                             | Selbstmordattentäter, Granaten, Sturmgewehre, Sprengsätze, Geiselnahme | Hotelkomplex, Zivilisten              | 21 (+4)  | 28        | Somalischer Bürgerkrieg                          |
| 16. Januar 2019 | Mali                         | Anschlag in Ménaka                   |                                    |                                                                                        | Schusswaffen                                                           | Dörfer                                | 34       | 0         | Konflikt in Nordmali (seit 2012)                 |
| 17. Januar 2019 | Kolumbien                    | Anschlag in Bogotá                   | José Aldemar Rojas Rodríguez (ELN) | marxistisch-leninistisch                                                               | Selbstmordattentäter mit Autobombe                                     | Polizeiakademie, Zivilisten           | 21 (+1)  | 67        | Bewaffneter Konflikt in Kolumbien                |
| 18. Januar 2019 | Syrien                       | Anschlag in Idlib                    | IS                                 | salafistisch, wahhabitisch                                                             | Autobombe                                                              | Milizgebäude, Zivilisten              | 11       | 20        | Bürgerkrieg in Syrien seit 2011                  |
| 20. Januar 2019 | Mali                         | Anschlag in Kidal                    | JNIM                               | salafistisch, islamistisch, anti-westlich                                              | Schusswaffen                                                           | UN-Soldaten                           | 11       | 24        | Konflikt in Nordmali (seit 2012)                 |
| 21. Januar 2019 | Afghanistan                  | Anschlag in Wardak                   | Taliban                            | deobandisch-fundamentalistisch, paschtunisch, islamistisch                             | Selbstmordattentäter mit Autobombe, Sturmgewehre                       | NDS-Stützpunkt                        | 126 (+3) | 54        | Krieg in Afghanistan                             |
| 24. Januar 2019 | Zentralafrikanische Republik | Anschlag in Ouaka                    | UPC                                |                                                                                        | Schusswaffen                                                           | Beerdigung                            | 18       | 23        | Bürgerkrieg in der Zentralafrikanischen Republik |
| 25. Januar 2019 | Afghanistan                  | Anschlag in Baglan                   | Taliban                            | deobandisch-fundamentalistisch, paschtunisch, islamistisch                             | Sprengsatz                                                             | Volleyballspiel                       | 1 (+4)   | 20        | Krieg in Afghanistan                             |
| 26. Januar 2019 | Jemen                        | Anschlag in Haddscha                 | Huthi                              | zaiditisch, antiimperialistisch, antizionistisch, antisemitisch                        | Raketen                                                                | Flüchtlingslager                      | 8        | 30        | Militärintervention im Jemen seit 2015           |
| 26. Januar 2019 | Syrien                       | Anschlag nahe al-Mayadin             | IS                                 | salafistisch, wahhabitisch                                                             | Schusswaffen                                                           | Militärkonvoi                         | 20       | 0         | Bürgerkrieg in Syrien seit 2011                  |
| 27. Januar 2019 | Philippinen                  | Anschlag in Jolo                     | Abu Sajaf                          | islamistisch, islamisch-fundamentalistisch                                             | 2 Selbstmordattentäter                                                 | Kathedrale                            | 22 (+2)  | 101       | Moro-Konflikt                                    |
| 28. Januar 2019 | Jemen                        | Anschlag in Mokka                    | Huthi                              | zaiditisch, antiimperialistisch, antizionistisch, antisemitisch                        | Motorradbombe                                                          | Markt, Restaurant, Zivilisten         | 7        | 26        | Militärintervention im Jemen seit 2015           |
| 28. Januar 2019 | Nigeria                      | Anschlag in Borno                    | Boko Haram                         | wahhabitisch, islamistisch                                                             | Schusswaffen, Brandstiftung                                            | Dorf                                  | 60       |           | Scharia-Konflikt in Nigeria                      |
| 29. Januar 2019 | Pakistan                     | Anschlag in Belutschistan            | TTP                                | deobandisch, islamisch-fundamentalistisch                                              | 3 Selbstmordattentäter, Sturmgewehre, Granaten                         | Polizeigebäude, Zivilisten            | 9 (+3)   | 21        | Konflikt in Nordwest-Pakistan                    |

## Februar
| Datum/Beginn     | Betroffenes Land | Anschlag                             | Täter                                 | Politische Ausrichtung                                          | Mittel                                                        | Ziel                                 | Tote     | Verletzte | Hintergrund                            |
| ---------------- | ---------------- | ------------------------------------ | ------------------------------------- | --------------------------------------------------------------- | ------------------------------------------------------------- | ------------------------------------ | -------- | --------- | -------------------------------------- |
| 05. Februar 2019 | Afghanistan      | Anschlag in Kunduz                   | Taliban                               | deobandisch-fundamentalistisch, paschtunisch, islamistisch      |                                                               | Kontrollpunkte                       | 30 (+22) | 15 (+18)  | Krieg in Afghanistan                   |
| 11. Februar 2019 | Nigeria          | Massaker in Kaduna 2019              | Fulani-Extremisten, Adara-Milizionäre |                                                                 | Schusswaffen                                                  | Dörfer                               | 141      |           | Kommunale Konflikte in Nigeria         |
| 12. Februar 2019 | Bangladesch      | Anschlag in Panchagarh               | Muslimische Extremisten               |                                                                 | Brandstiftung                                                 | Ahmadiyya-Zivilisten                 | 0        | 50        |                                        |
| 13. Februar 2019 | Iran             | Anschlag in Sistan und Belutschistan | Jaish ul-Adl                          | salafistisch                                                    | Selbstmordattentäter mit Autobombe                            | Militärbus                           | 27 (+1)  | 13        | Belutschistankonflikt                  |
| 14. Februar 2019 | Indien           | Anschlag in Pulwama                  | Jaish-e Mohammed                      | islamisch-fundamentalistisch                                    | Selbstmordattentäter mit Autobombe                            | Polizeikonvoi                        | 40 (+1)  | 35        | Aufstand in Kaschmir                   |
| 15. Februar 2019 | Afghanistan      | Anschlag in Kandahar                 | Taliban                               | deobandisch-fundamentalistisch, paschtunisch, islamistisch      | Selbstmordattentäter mit Autobombe, Schusswaffen              | Sicherheitsposten                    | 32 (+1)  | 0         | Krieg in Afghanistan                   |
| 18. Februar 2019 | Syrien           | Anschlag in Idlib                    | Haiʾat Tahrir asch-Scham              | salafistisch, wahhabitisch                                      | Autobombe, Motorradbombe                                      | Zivilisten, Journalisten, Ersthelfer | 24       | 51        | Bürgerkrieg in Syrien seit 2011        |
| 21. Februar 2019 | Syrien           | Anschlag in Afrin                    | Zorn der Oliven                       |                                                                 | Autobomben                                                    | Krankenhaus                          | 1        | 20        | Bürgerkrieg in Syrien seit 2011        |
| 21. Februar 2019 | Syrien           | Anschlag in Deir ez-Zor              | IS                                    | salafistisch, wahhabitisch                                      | Autobombe                                                     | SDF-Konvoi, Arbeiter                 | 20       | 24        | Bürgerkrieg in Syrien seit 2011        |
| 22. Februar 2019 | Nigeria          | Anschlag in Borno                    | Boko Haram                            | wahhabitisch, islamistisch                                      | Raketen, Schusswaffen, Sprengstoff                            | Dorf, Kaserne, Flughafen             | 1        | 23        | Scharia-Konflikt in Nigeria            |
| 24. Februar 2019 | Jemen            | Anschlag in Saʿda                    | Huthi                                 | zaiditisch, antiimperialistisch, antizionistisch, antisemitisch | Rakete                                                        | Markt, Soldaten                      | 12       | 60        | Militärintervention im Jemen seit 2015 |
| 26. Februar 2019 | Nigeria          | Anschlag in Borno                    | Fulani-Extremisten                    |                                                                 | Schusswaffen, Brandstiftung                                   | Dörfer, Polizeistreife               | 40       |           | Kommunale Konflikte in Nigeria         |
| 28. Februar 2019 | Somalia          | Anschlag in Mogadischu               | al-Shabaab                            | wahhabitisch, islamistisch                                      | 2 Selbstmordattentäter mit Autobomben, Sturmgewehre, Granaten | Hotel, Soldaten                      | 25 (+1)  | 131       | Somalischer Bürgerkrieg                |
| 28. Februar 2019 | Irak             | Anschlag in Mossul                   | IS                                    | salafistisch, wahhabitisch                                      | Autobombe                                                     | Universität                          | 4        | 26        | Aufstand im Irak (nach US-Rückzug)     |

## März
| Datum/Beginn  | Betroffenes Land             | Anschlag                  | Täter                    | Politische Ausrichtung                                                                                  | Mittel                                                        | Ziel                                                      | Tote     | Verletzte | Hintergrund                            |
| ------------- | ---------------------------- | ------------------------- | ------------------------ | --- | ------------------------------------------------------------- | --------------------------------------------------------- | -------- | --------- | -------------------------------------- |
| 01. März 2019 | Afghanistan                  | Anschlag in Helmand       | Taliban                  | deobandisch-fundamentalistisch, paschtunisch, islamistisch                                              | Selbstmordattentäter mit Schuss- und Stichwaffen, Geiselnahme | Militärstützpunkt                                         | 26 (+9)  | 15        | Krieg in Afghanistan                   |
| 01. März 2019 | Syrien                       | Anschlag in Idlib         | IS                       | salafistisch, wahhabitisch                                                                              | Selbstmordattentäter                                          | Restaurant, Milizionäre                                   | 7 (+1)   | 22        | Bürgerkrieg in Syrien seit 2011        |
| 03. März 2019 | Syrien                       | Anschlag in Hama          | Ansar al-Tawhid          | salafistisch                                                                                            | Selbstmordattentäter                                          | Kontrollpunkt, Soldaten                                   | 20 (+5)  |           | Bürgerkrieg in Syrien seit 2011        |
| 06. März 2019 | Irak                         | Anschlag in Machmur       | IS                       | salafistisch, wahhabitisch                                                                              | Schusswaffen                                                  | Militärkonvoi                                             | 6        | 31        | Aufstand im Irak (nach US-Rückzug)     |
| 06. März 2019 | Nigeria                      | Anschlag in Borno         | Boko Haram               | wahhabitisch, islamistisch                                                                              | Landmine                                                      | Lastwagen, Bauern                                         | 5        | 20        | Scharia-Konflikt in Nigeria            |
| 07. März 2019 | Afghanistan                  | Anschlag in Kabul         | IS                       | salafistisch, wahhabitisch                                                                              | Mörser                                                        | Schiitische Gedenkfeier                                   | 11       | 95        | Krieg in Afghanistan                   |
| 07. März 2019 | Indien                       | Anschlag in Jammu         | Hizbul Mujahideen        | autonomistisch, islamistisch                                                                            | Granate                                                       | Bushaltestelle                                            | 2        | 31        | Aufstand in Kaschmir                   |
| 07. März 2019 | Niger                        | Anschlag in Diffa         | Boko Haram               | wahhabitisch, islamistisch                                                                              | Flugabwehrraketen, Sturmgewehre                               | Militärstützpunkt                                         | 7 (+27)  | 20 (+?)   | Scharia-Konflikt in Nigeria            |
| 09. März 2019 | Demokratische Republik Kongo | Anschlag in Butembo       | Mai-Mai                  | | Schusswaffen                                                  | Ebolabehandlungszentrum                                   | 1        | 1         | Kivu-Konflikt                          |
| 10. März 2019 | Afghanistan                  | Anschlag in Badghis       | Taliban                  | deobandisch-fundamentalistisch, paschtunisch, islamistisch                                              | Schusswaffen, Entführung                                      | Außenposten, Sicherheitskräfte                            | 20 (+42) | 10        | Krieg in Afghanistan                   |
| 11. März 2019 | Nigeria                      | Anschlag in Kaduna        | Fulani-Extremisten       | | Schusswaffen, Brandstiftung                                   | Dörfer                                                    | 46       | 0         | Kommunale Konflikte in Nigeria         |
| 13. März 2019 | Somalia                      | Anschlag in Bay           | al-Shabaab               | wahhabitisch, islamistisch                                                                              | Landmine                                                      | Markt                                                     | 8        | 40        | Somalischer Bürgerkrieg                |
| 15. März 2019 | Neuseeland                   | Anschlag in Christchurch  | Rechtsextremist          | rechtsextremistisch, islamophob, xenophob                                                               | Halbautomatische Gewehre, Schrotflinten, Unterhebelrepetierer | 2 Moscheen                                                | 51       | 49        |                                        |
| 16. März 2019 | Syrien                       | Anschlag in Deir ez-Zor   | IS                       | salafistisch, wahhabitisch                                                                              | Landmine                                                      | Zivilisten                                                | 16       | 32        | Bürgerkrieg in Syrien seit 2011        |
| 17. März 2019 | Afghanistan                  | Anschlag in Faryab        | Taliban                  | deobandisch-fundamentalistisch, paschtunisch, islamistisch                                              | Schusswaffen                                                  | Kontrollpunkte                                            | 22 (+15) | 10 (+?)   | Krieg in Afghanistan                   |
| 17. März 2019 | Pakistan                     | Anschlag in Belutschistan | Baloch Liberation Tigers | autonomistisch, belutschisch-nationalistisch                                                            | Sprengsatz                                                    | Expresszug                                                | 4        | 31        | Belutschistankonflikt                  |
| 17. März 2019 | Mali                         | Anschlag in Ténenkou      | JNIM                     | salafistisch, islamistisch, anti-westlich                                                               | Schusswaffen                                                  | Militärstützpunkt                                         | 23       |           | Konflikt in Nordmali (seit 2012)       |
| 18. März 2019 | Niederlande                  | Anschlag in Utrecht       | Gökmen Tanis             | islamistisch                                                                                            | Schusswaffen                                                  | Passagiere in Straßenbahn                                 | 4        | 6         |                                        |
| 18. März 2019 | Bangladesch                  | Anschlag in Chittagong    | vermutlich UPDF          | | Sturmgewehre                                                  | Wahlbeamte, Zivilisten                                    | 8        | 23        |                                        |
| 20. März 2019 | Kamerun                      | Anschlag in Buea          | Separatisten             | autonomistisch                                                                                          | Schusswaffen, Entführung                                      | Studenten                                                 | 0        | 20        | Ambazonien-Konflikt                    |
| 21. März 2019 | Jemen                        | Anschlag in Taizz         | Huthi / al-Islah         | zaiditisch, antiimperialistisch, antizionistisch, antisemitisch / sunnitisch-islamistisch, salafistisch | Scharfschützengewehre, Artillerie, Brandstiftung, Entführung  | Krankenhaus, Wohngebäude, Milizgebäude, AVK-Hauptquartier | 20       | 60        | Militärintervention im Jemen seit 2015 |
| 21. März 2019 | Afghanistan                  | Anschlag in Kabul         | IS                       | salafistisch, wahhabitisch                                                                              | 3 Sprengsätze                                                 | Moschee, Krankenhaus, Stromzähler                         | 6        | 23        | Krieg in Afghanistan                   |
| 21. März 2019 | Niger                        | Anschlag in Gueskérou     | Boko Haram               | wahhabitisch, islamistisch                                                                              | Messer                                                        | Zivilisten                                                | 8        | 20        | Scharia-Konflikt in Nigeria            |
| 22. März 2019 | Tschad                       | Anschlag in Provinz Lac   | Boko Haram               | wahhabitisch, islamistisch                                                                              | Schusswaffen                                                  | Militärstützpunkt, Soldaten                               | 23       |           | Scharia-Konflikt in Nigeria            |
| 23. März 2019 | Somalia                      | Anschlag in Mogadischu    | al-Shabaab               | wahhabitisch, islamistisch                                                                              | Selbstmordattentäter mit Autobombe, Schusswaffen              | Regierungsgebäude, Zivilisten                             | 15 (+5)  | 20        | Somalischer Bürgerkrieg                |
| 23. März 2019 | Mali                         | Anschlag in Mopti         | Dozo-Extremisten         | | Schusswaffen, Brandstiftung                                   | Dorf, Fulani-Zivilisten                                   | 160      | 70+       | Konflikt in Nordmali (seit 2012)       |
| 23. März 2019 | Afghanistan                  | Anschlag in Laschkar Gah  | Taliban                  | deobandisch-fundamentalistisch, paschtunisch, islamistisch                                              | 2 Sprengsätze                                                 | Stadion, Veranstaltung                                    | 5        | 48        | Krieg in Afghanistan                   |
| 23. März 2019 | Afghanistan                  | Anschlag in Helmand       | Taliban                  | deobandisch-fundamentalistisch, paschtunisch, islamistisch                                              | Schusswaffen                                                  | Sicherheitsaußenposten, Militärkonvoi, Sicherheitskräfte  | 65       | 38        | Krieg in Afghanistan                   |
| 23. März 2019 | Syrien                       | Anschlag in Hama          |                          | | Giftgasgranaten                                               | Dorf                                                      | 0        | 21        | Bürgerkrieg in Syrien seit 2011        |
| 28. März 2019 | Somalia                      | Anschlag in Mogadischu    | vermutlich al-Shabaab    | wahhabitisch, islamistisch                                                                              | Autobombe                                                     | Restaurant                                                | 15       | 20        | Somalischer Bürgerkrieg                |

## April
| Datum/Beginn   | Betroffenes Land             | Anschlag                    | Täter                                                                                 | Politische Ausrichtung                                     | Mittel                              | Ziel                                                       | Tote     | Verletzte | Hintergrund                                      |
| -------------- | ---------------------------- | --------------------------- | ------------------------------------------------------------------------------------- | ---------------------------------------------------------- | ----------------------------------- | ---------------------------------------------------------- | -------- | --------- | ------------------------------------------------ |
| 01. April 2019 | Frankreich                   | Anschlag in Bastia          |                                                                                       |                                                            | 2 Sprengsätze                       | Regierungsgebäude                                          | 0        | 0         | Korsikakonflikt                                  |
| 02. April 2019 | USA                          | Anschlag in Opelousas       | Holden Matthews                                                                       |                                                            | Brandstiftung                       | Kirchen                                                    | 0        | 0         |                                                  |
| 03. April 2019 | Burkina Faso                 | Anschlag in Aribinda        |                                                                                       |                                                            | Schusswaffen, Entführung            | Dorf                                                       | 62       | 0         | Aufstand im Maghreb seit 2002                    |
| 04. April 2019 | Afghanistan                  | Anschlag in Badghis         | Taliban                                                                               | deobandisch-fundamentalistisch, paschtunisch, islamistisch | Schusswaffen                        | Militärstützpunkt, Polizeihauptquartier, Sicherheitskräfte | 30       | 22        | Krieg in Afghanistan                             |
| 04. April 2019 | Zentralafrikanische Republik | Anschlag in Basse-Kotto     | UPC                                                                                   |                                                            |                                     | Dörfer                                                     | 18       | 40        | Bürgerkrieg in der Zentralafrikanischen Republik |
| 06. April 2019 | Nigeria                      | Anschlag nahe Maiduguri     | Boko Haram                                                                            | wahhabitisch, islamistisch                                 | 2 Selbstmordattentäterinnen         | Milizionäre, Zivilisten                                    | 3 (+2)   | 45        | Scharia-Konflikt in Nigeria                      |
| 08. April 2019 | Nigeria                      | Anschlag in Kaduna          | Fulani-Extremisten                                                                    |                                                            | Sturmgewehre, Macheten              | Dörfer                                                     | 21       | 3         | Kommunale Konflikte in Nigeria                   |
| 08. April 2019 | Afghanistan                  | Anschlag in Kandahar        | Taliban                                                                               | deobandisch-fundamentalistisch, paschtunisch, islamistisch | Schusswaffen                        | Kontrollpunkte                                             | 20       | 8         | Krieg in Afghanistan                             |
| 09. April 2019 | Ägypten                      | Anschlag in Schimal Sina    | IS                                                                                    | salafistisch, wahhabitisch                                 | Selbstmordattentäter                | Polizeistreife, Zivilisten                                 | 7 (+1)   | 26        | Sinai-Aufstand                                   |
| 12. April 2019 | Pakistan                     | Anschlag in Quetta          | Lashkar-e-Jhangvi, IS                                                                 | deobandisch-fundamentalistisch, salafistisch, wahhabitisch | Selbstmordattentäter                | Markt                                                      | 20 (+1)  | 48        | Konflikt in Nordwest-Pakistan                    |
| 13. April 2019 | Sudan                        | Anschlag in Dschanub Darfur |                                                                                       |                                                            | Schusswaffen                        | Flüchtlinge                                                | 8 (+5)   | 31        | Darfur-Konflikt                                  |
| 13. April 2019 | Afghanistan                  | Anschlag in Kundus          | Taliban                                                                               | deobandisch-fundamentalistisch, paschtunisch, islamistisch | Schusswaffen, Sprengstoff           | Kontrollpunkt, Zivilisten                                  | 20 (+21) | 88 (+20)  | Krieg in Afghanistan                             |
| 16. April 2019 | Nigeria                      | Anschlag in Borno           | Boko Haram                                                                            | wahhabitisch, islamistisch                                 | Schusswaffen                        | Soldaten                                                   | 2 (+52)  | 20+       | Scharia-Konflikt in Nigeria                      |
| 16. April 2019 | Libyen                       | Anschlag in Tripolis        |                                                                                       |                                                            | Raketen                             | Distrikte, Wohnviertel                                     | 6        | 35        | Bürgerkrieg in Libyen seit 2014                  |
| 18. April 2019 | Vereinigtes Königreich       | Anschlag in Derry           | New IRA                                                                               | autonomistisch, irisch-republikanisch                      | Brandbomben, Schusswaffe            | Polizisten, Journalistin                                   | 1        | 3+        | Nordirlandkonflikt                               |
| 18. April 2019 | Syrien                       | Anschlag in Homs            | IS                                                                                    | salafistisch, wahhabitisch                                 |                                     | Soldaten                                                   | 27       |           | Bürgerkrieg in Syrien seit 2011                  |
| 21. April 2019 | Sri Lanka                    | Anschlagsserie              | National Thowheeth Jama’ath                                                           | islamistisch                                               | 7 Selbstmordattentäter, Sprengsätze | Kirchen, Hotels, Wohnanlage                                | 259      | 500+      |                                                  |
| 23. April 2019 | USA                          | Anschlag in Sunnyvale       | Isaiah Joel Peoples                                                                   | islamophob                                                 | Fahrzeug                            | Zivilisten                                                 | 0        | 8         |                                                  |
| 24. April 2019 | Syrien                       | Anschlag in Idlib           |                                                                                       |                                                            | Autobombe                           | HTS-Gebäude, Zivilisten                                    | 17       | 27        | Bürgerkrieg in Syrien seit 2011                  |
| 27. April 2019 | Syrien                       | Anschlag in Aleppo          | Haiʾat Tahrir asch-Scham / Rouse the Believers Operations Room / Tanẓīm Ḥurrās ad-Dīn | salafistisch, wahhabitisch                                 | Schusswaffen                        | Militärstützpunkte, Milizionäre                            | 22 (+8)  | 24+       | Bürgerkrieg in Syrien seit 2011                  |
| 27. April 2019 | USA                          | Anschlag in Poway           | John T. Earnest (Rechtsextremist)                                                     | rechtsextremistisch, antisemitisch                         | Schusswaffe(n)                      | Synagoge                                                   | 1        | 3         |                                                  |
| 30. April 2019 | Nigeria                      | Anschlag in Madagali        | Boko Haram                                                                            | wahhabitisch, islamistisch                                 | Schusswaffen, Brandstiftung         | Dorf                                                       | 30       |           | Scharia-Konflikt in Nigeria                      |

## Mai
| Datum/Beginn | Betroffenes Land             | Anschlag                   | Täter                    | Politische Ausrichtung                                     | Mittel                                                                    | Ziel                                 | Tote     | Verletzte | Hintergrund                                      |
| ------------ | ---------------------------- | -------------------------- | ------------------------ | ---------------------------------------------------------- | ------------------------------------------------------------------------- | ------------------------------------ | -------- | --------- | ------------------------------------------------ |
| 05. Mai 2019 | Afghanistan                  | Anschlag in Pol-e Chomri   | Taliban                  | deobandisch-fundamentalistisch, paschtunisch, islamistisch | Selbstmordattentäter mit Autobombe, Selbstmordattentäter mit Schusswaffen | Polizeihauptquartier, Zivilisten     | 20 (+8)  | 60        | Krieg in Afghanistan                             |
| 05. Mai 2019 | Afghanistan                  | Anschlag in Farah          | Taliban                  | deobandisch-fundamentalistisch, paschtunisch, islamistisch | Schusswaffen                                                              | Militärposten                        | 20       |           | Krieg in Afghanistan                             |
| 08. Mai 2019 | Pakistan                     | Anschlag in Lahore         | Jamaat-ul-Ahrar          | islamistisch                                               | Selbstmordattentäter                                                      | Schrein, Polizeifahrzeug             | 12 (+1)  | 25        | Konflikt in Nordwest-Pakistan                    |
| 08. Mai 2019 | Afghanistan                  | Anschlag in Kabul          | Taliban                  | deobandisch-fundamentalistisch, paschtunisch, islamistisch | Selbstmordattentäter mit Autobombe, Schusswaffen                          | Counterpart-International-Büros      | 9 (+6)   | 20        | Krieg in Afghanistan                             |
| 10. Mai 2019 | Afghanistan                  | Anschlag in Badghis        | Taliban                  | deobandisch-fundamentalistisch, paschtunisch, islamistisch | Panzerfäuste, Schusswaffen, Entführung                                    | Kontrollpunkte, Soldaten             | 24 (+?)  | 11 (+?)   | Krieg in Afghanistan                             |
| 13. Mai 2019 | Afghanistan                  | Anschlag in Dschalalabad   | IS                       | salafistisch, wahhabitisch                                 | 3 Sprengsätze                                                             | Zivilisten                           | 3        | 20        | Krieg in Afghanistan                             |
| 14. Mai 2019 | Syrien                       | Anschlag nahe Aleppo       | Haiʾat Tahrir asch-Scham | salafistisch, wahhabitisch                                 | Raketen                                                                   | Flüchtlingslager                     | 10       | 30        | Bürgerkrieg in Syrien seit 2011                  |
| 14. Mai 2019 | Niger                        | Anschlag in Tondikiwindi   | Boko Haram               | wahhabitisch, islamistisch                                 | Schusswaffen, Sprengstoff                                                 | Militärpatrouille                    | 28       |           | Scharia-Konflikt in Nigeria                      |
| 15. Mai 2019 | Demokratische Republik Kongo | Anschlag in Ituri          | vermutlich FRPI          |                                                            | Schusswaffen                                                              | Markt                                | 21       | 11        | Konflikt im Ostkongo                             |
| 18. Mai 2019 | Afghanistan                  | Anschlag in Herat          | Taliban                  | deobandisch-fundamentalistisch, paschtunisch, islamistisch | Motorradbombe                                                             | Markt, Zivilisten                    | 5        | 21        | Krieg in Afghanistan                             |
| 19. Mai 2019 | Kamerun                      | Anschlag in Maroua         | Boko Haram               | wahhabitisch, islamistisch                                 | Granate                                                                   | Zivilisten                           | 1        | 28        | Scharia-Konflikt in Nigeria                      |
| 19. Mai 2019 | Irak                         | Anschlag in Baladruz       | IS                       | salafistisch, wahhabitisch                                 | Sprengsatz                                                                | Militärbus                           | 7        | 26        | Aufstand im Irak (nach US-Rückzug)               |
| 21. Mai 2019 | Syrien                       | Anschlag in Hama           | Haiʾat Tahrir asch-Scham | salafistisch, wahhabitisch                                 | Schusswaffen                                                              | Soldaten                             | 26 (+18) | 0         | Bürgerkrieg in Syrien seit 2011                  |
| 21. Mai 2019 | Zentralafrikanische Republik | Anschlag in Ouham-Pendé    | 3R                       |                                                            | Sturmgewehre, Geiselnahme                                                 | Dörfer                               | 50+      |           | Bürgerkrieg in der Zentralafrikanischen Republik |
| 22. Mai 2019 | Somalia                      | Anschlag in Mogadischu     | al-Shabaab               | wahhabitisch, islamistisch                                 | Selbstmordattentäter mit Autobombe                                        | Kontrollpunkt, Regierungsmitarbeiter | 20 (+1)  | 32        | Somalischer Bürgerkrieg                          |
| 22. Mai 2019 | Nigeria                      | Anschlag in Borno          | IS                       | salafistisch, wahhabitisch                                 | Schusswaffen, Exekution                                                   | Militärstützpunkt, Soldaten          | 29       | 0         | Scharia-Konflikt in Nigeria                      |
| 24. Mai 2019 | Pakistan                     | Anschlag in Quetta         |                          |                                                            | Sprengsatz                                                                | Moschee                              | 3        | 28        | Konflikt in Nordwest-Pakistan                    |
| 24. Mai 2019 | Afghanistan                  | Anschlag nahe Kabul        |                          |                                                            | Sprengfalle                                                               | Moschee                              | 4        | 20        | Krieg in Afghanistan                             |
| 24. Mai 2019 | Frankreich                   | Anschlag in Lyon           | IS                       | salafistisch, wahhabitisch                                 | Sprengsatz                                                                | Bäckerei                             | 0        | 13        |                                                  |
| 25. Mai 2019 | Nigeria                      | Anschlag in Borno          | Boko Haram               | wahhabitisch, islamistisch                                 | Schusswaffen                                                              | Militärkonvoi, Soldaten, Zivilisten  | 25+      |           | Scharia-Konflikt in Nigeria                      |
| 26. Mai 2019 | Afghanistan                  | Anschlag in Sar-i Pul      | Taliban                  | deobandisch-fundamentalistisch, paschtunisch, islamistisch | Schusswaffen                                                              | Soldaten                             | 8 (+9)   | 33 (+13)  | Krieg in Afghanistan                             |
| 28. Mai 2019 | Thailand                     | Anschlag in Pattani        |                          |                                                            | Motorradbombe                                                             | Markt, Grenzpolizisten               | 2        | 23        | Konflikt in Südthailand seit 2004                |
| 28. Mai 2019 | Südsudan                     | Anschlag in Bahr al-Ghazal | Nuer-Extremisten         |                                                            |                                                                           | Hirten                               | 34       | 18        | Bürgerkrieg im Südsudan seit 2013                |
| 30. Mai 2019 | Afghanistan                  | Anschlag in Urusgan        | Taliban                  | deobandisch-fundamentalistisch, paschtunisch, islamistisch | 4 Autobomben, Schusswaffen                                                | Polizeihauptquartier, Kontrollpunkt  | 20 (+31) |           | Krieg in Afghanistan                             |
| 30. Mai 2019 | Irak                         | Anschlag in Kirkuk         | IS                       | salafistisch, wahhabitisch                                 | 6 Sprengsätze                                                             | Einkaufszentren, Eiscafé, Metzgerei  | 5        | 20        | Aufstand im Irak (nach US-Rückzug)               |

## Juni
| Datum/Beginn  | Betroffenes Land             | Anschlag                               | Täter                                                           | Politische Ausrichtung                                                  | Mittel                                        | Ziel                                                          | Tote     | Verletzte | Hintergrund                            |
| ------------- | ---------------------------- | -------------------------------------- | --------------------------------------------------------------- | ----------------------------------------------------------------------- | --------------------------------------------- | ------------------------------------------------------------- | -------- | --------- | -------------------------------------- |
| 01. Juni 2019 | Syrien                       | Anschlag in ar-Raqqa                   | IS                                                              | salafistisch, wahhabitisch                                              | Selbstmordattentäter mit Autobombe, Landmine  | Kontrollpunkt, Zivilisten                                     | 10 (+1)  | 20        | Bürgerkrieg in Syrien seit 2011        |
| 02. Juni 2019 | Afghanistan                  | Anschlag in Kabul                      | IS                                                              | salafistisch, wahhabitisch                                              | 3 Sprengsätze                                 | Studenten in Bus, Ersthelfer, Sicherheitskräfte, Journalisten | 2        | 27        | Krieg in Afghanistan                   |
| 02. Juni 2019 | Syrien                       | Anschlag in Aʿzāz                      |                                                                 |                                                                         | Selbstmordattentäter mit Autobombe            | Markt, Moschee                                                | 21 (+1)  | 45        | Bürgerkrieg in Syrien seit 2011        |
| 03. Juni 2019 | Sudan                        | Anschlag in Khartum                    | TMC, Dschandschawid                                             | arabisch-nationalistisch                                                | Schuss- und Stichwaffen, Fahrzeuge            | Demonstration                                                 | 118      | 650+      | Proteste im Sudan 2018–19              |
| 06. Juni 2019 | Syrien                       | Anschlag in Hama                       | vermutlich Haiʾat Tahrir asch-Scham / Nationale Befreiungsfront | salafistisch, wahhabitisch                                              | Artillerie, Maschinengewehre                  | Soldaten                                                      | 21 (+14) |           | Bürgerkrieg in Syrien seit 2011        |
| 07. Juni 2019 | Demokratische Republik Kongo | Anschlag in Ituri                      | Hema-Milizionäre, Lendu-Milizionäre                             |                                                                         | Schusswaffen                                  | Dörfer                                                        | 240+     |           | Konflikt im Ostkongo                   |
| 08. Juni 2019 | Syrien                       | Anschlag in Hama                       | Muslimische Extremisten                                         |                                                                         | Selbstmordattentäter mit Autobombe, Raketen   | Militärstellungen                                             | 37 (+28) |           | Bürgerkrieg in Syrien seit 2011        |
| 09. Juni 2019 | Nigeria                      | Anschlag in Sokoto                     |                                                                 |                                                                         | Schusswaffen                                  | Dörfer                                                        | 25       | 0         | Kommunale Konflikte in Nigeria         |
| 09. Juni 2019 | Kamerun                      | Anschlag in Diamaré                    | Boko Haram                                                      | wahhabitisch, islamistisch                                              | Raketenwerfer, Schusswaffen                   | Militärstellungen, Soldaten, Zivilisten                       | 37 (+64) | 9         | Scharia-Konflikt in Nigeria            |
| 09. Juni 2019 | Mali                         | Anschlag in Mopti                      | Fulani-Extremisten                                              |                                                                         | Schusswaffen, Brandstiftung                   | Dorf, Dogon-Zivilisten                                        | 35       |           | Konflikt in Nordmali (seit 2012)       |
| 12. Juni 2019 | Nigeria                      | Anschlag in Borno                      | Boko Haram                                                      | wahhabitisch, islamistisch                                              | Schusswaffen                                  | Militärstützpunkt                                             | 20       | 0         | Scharia-Konflikt in Nigeria            |
| 12. Juni 2019 | Saudi-Arabien                | Anschlag in Abha                       | Huthi                                                           | zaiditisch, antiimperialistisch, antizionistisch, antisemitisch         | Rakete                                        | Abha International Airport                                    | 0        | 26        | Militärintervention im Jemen seit 2015 |
| 15. Juni 2019 | Syrien                       | Anschlag in Hama                       | vermutlich Haiʾat Tahrir asch-Scham                             | salafistisch, wahhabitisch                                              | Schusswaffen                                  | Regierungsfreundliche Milizionäre                             | 26 (+9)  | 0         | Bürgerkrieg in Syrien seit 2011        |
| 15. Juni 2019 | Somalia                      | Anschlag in Mogadischu                 | al-Shabaab                                                      | wahhabitisch, islamistisch                                              | Selbstmordattentäter mit Autobombe, Autobombe | Parlamentsgebäude, Flughafen, Kontrollpunkte                  | 11 (+1)  | 21 (+1)   | Somalischer Bürgerkrieg                |
| 16. Juni 2019 | Nigeria                      | Anschlag in Borno                      | Boko Haram                                                      | wahhabitisch, islamistisch                                              | 3 Selbstmordattentäter                        | Public Viewing                                                | 31 (+3)  | 41        | Scharia-Konflikt in Nigeria            |
| 17. Juni 2019 | Mali                         | Anschlag in Mopti                      | Fulani-Extremisten                                              |                                                                         | Gewehre, Brandstiftung                        | Dörfer, Dogon-Zivilisten                                      | 43       |           | Konflikt in Nordmali (seit 2012)       |
| 17. Juni 2019 | Nigeria                      | Anschlag in Borno                      | Boko Haram                                                      | wahhabitisch, islamistisch                                              | Schusswaffen, Entführung                      | Militärstützpunkt                                             | 25       |           | Scharia-Konflikt in Nigeria            |
| 18. Juni 2019 | Syrien                       | Anschlag in Hama                       | Haiʾat Tahrir asch-Scham                                        | salafistisch, wahhabitisch                                              |                                               | Soldaten                                                      | 41 (+89) |           | Bürgerkrieg in Syrien seit 2011        |
| 18. Juni 2019 | Demokratische Republik Kongo | Anschlag in Sud-Kivu                   | RED-Tabara, Mai-Mai                                             |                                                                         | Schusswaffen, Brandstiftung                   | Zivilisten                                                    | 36       |           | Dritter Kongokrieg                     |
| 21. Juni 2019 | Irak                         | Anschlag in Bagdad                     | vermutlich IS                                                   | salafistisch, wahhabitisch                                              | Selbstmordattentäter                          | Moschee                                                       | 10 (+1)  | 30        | Aufstand im Irak (nach US-Rückzug)     |
| 22. Juni 2019 | Demokratische Republik Kongo | Anschlag in Sud-Kivu                   | RED-Tabara, Mai-Mai                                             |                                                                         | Schusswaffen                                  | Zivilisten                                                    | 24       | 0         | Dritter Kongokrieg                     |
| 23. Juni 2019 | Saudi-Arabien                | Anschlag nahe Abha                     | Huthi                                                           | zaiditisch, antiimperialistisch, antizionistisch, antisemitisch         | Drohne                                        | Abha International Airport                                    | 1        | 20        | Militärintervention im Jemen seit 2015 |
| 24. Juni 2019 | Äthiopien                    | Anschläge in Bahir Dar und Addis Abeba | vermutlich Amharen-Milizionäre                                  |                                                                         | Schusswaffen                                  |                                                               | 50       | 23        | Putschversuch in Äthiopien 2019        |
| 24. Juni 2019 | Äthiopien                    | Anschlag in der Metekel-Zone           |                                                                 |                                                                         | Schusswaffen                                  | Dörfer                                                        | 37       | 18        | Putschversuch in Äthiopien 2019        |
| 24. Juni 2019 | Nigeria                      | Anschlag in Borno                      | Boko Haram                                                      | wahhabitisch, islamistisch                                              | Schusswaffen                                  | Bauern                                                        | 20       | 0         | Scharia-Konflikt in Nigeria            |
| 27. Juni 2019 | Irak                         | Anschlag in Kirkuk                     | vermutlich IS                                                   | salafistisch, wahhabitisch                                              | Sprengsätze                                   | Busse                                                         | 1        | 24        | Aufstand im Irak (nach US-Rückzug)     |
| 28. Juni 2019 | Afghanistan                  | Anschlag in Baglan                     | Taliban                                                         | deobandisch-fundamentalistisch, paschtunisch, islamistisch              | Schusswaffen                                  | Zivilisten                                                    | 25       | 2         | Krieg in Afghanistan                   |
| 27. Juni 2019 | Syrien                       | Anschlag in Hama                       |                                                                 |                                                                         | Schusswaffen                                  | Soldaten, Milizionäre                                         | 51 (+45) | 3         | Bürgerkrieg in Syrien seit 2011        |
| 28. Juni 2019 | Philippinen                  | Anschlag in Indanan                    | vermutlich Abu Sajaf / IS                                       | islamistisch, islamisch-fundamentalistisch / salafistisch, wahhabitisch | 2 Selbstmordattentäter                        | Militärhauptquartier, Zivilisten                              | 6 (+2)   | 22        | Moro-Konflikt                          |
| 29. Juni 2019 | Afghanistan                  | Anschlag in Baglan                     | Taliban                                                         | deobandisch-fundamentalistisch, paschtunisch, islamistisch              |                                               | Kontrollpunkte                                                | 25       | 9         | Krieg in Afghanistan                   |
| 30. Juni 2019 | Afghanistan                  | Anschlag in Kandahar                   | Taliban                                                         | deobandisch-fundamentalistisch, paschtunisch, islamistisch              | 4 Selbstmordattentäter mit Autobomben         | Regierungsgebäude, Polizisten                                 | 19 (+21) | 27        | Krieg in Afghanistan                   |
| 30. Juni 2019 | Mali                         | Anschlag in Mopti                      | vermutlich Dogon-Extremisten                                    |                                                                         | Schusswaffen                                  | Dörfer, Dogon-Zivilisten                                      | 23       |           | Konflikt in Nordmali (seit 2012)       |

## Juli
| Datum/Beginn  | Betroffenes Land | Anschlag                       | Täter                    | Politische Ausrichtung                                                                 | Mittel                                                                               | Ziel                                                      | Tote     | Verletzte | Hintergrund                            |
| ------------- | ---------------- | ------------------------------ | ------------------------ | -------------------------------------------------------------------------------------- | ------------------------------------------------------------------------------------ | --------------------------------------------------------- | -------- | --------- | -------------------------------------- |
| 01. Juli 2019 | Afghanistan      | Anschlag in Kabul              | Taliban                  | deobandisch-fundamentalistisch, paschtunisch, islamistisch                             | Selbstmordattentäter mit Autobombe, Schusswaffen                                     | Verteidigungsministerium                                  | 40 (+5)  | 105+      | Krieg in Afghanistan                   |
| 05. Juli 2019 | Afghanistan      | Anschlag in Faryab             | Taliban                  | deobandisch-fundamentalistisch, paschtunisch, islamistisch                             | Mörser, Raketen                                                                      | Markt, Wohnviertel                                        | 14       | 36        | Krieg in Afghanistan                   |
| 05. Juli 2019 | Afghanistan      | Anschlag in Kandahar           | Taliban                  | deobandisch-fundamentalistisch, paschtunisch, islamistisch                             | Schusswaffen                                                                         | Bezirksverwaltungsgebäude                                 | 13 (+25) | 30        | Krieg in Afghanistan                   |
| 05. Juli 2019 | Jemen            | Anschlag in al-Hudaida         | Huthi                    | zaiditisch, antiimperialistisch, antizionistisch, antisemitisch                        | Schusswaffen                                                                         | Soldaten                                                  | 10       | 20        | Militärintervention im Jemen seit 2015 |
| 05. Juli 2019 | Afghanistan      | Anschlag in Ghazni             | Taliban                  | deobandisch-fundamentalistisch, paschtunisch, islamistisch                             | Landmine                                                                             | Moschee                                                   | 2        | 20        | Krieg in Afghanistan                   |
| 07. Juli 2019 | Afghanistan      | Anschlag in Ghazni             | Taliban                  | deobandisch-fundamentalistisch, paschtunisch, islamistisch                             | Selbstmordattentäter mit Autobombe                                                   | NDS-Gebäude                                               | 14 (+1)  | 180       | Krieg in Afghanistan                   |
| 10. Juli 2019 | Syrien           | Anschlag in Hama               | Haiʾat Tahrir asch-Scham | salafistisch, wahhabitisch                                                             | Schusswaffen                                                                         | Regierungsfreundliche Milizionäre                         | 57 (+44) | 0         | Bürgerkrieg in Syrien seit 2011        |
| 11. Juli 2019 | Syrien           | Anschlag in Afrin              | Zorn der Oliven          |                                                                                        | Autobombe                                                                            | Kontrollpunkt                                             | 11       | 30        | Bürgerkrieg in Syrien seit 2011        |
| 11. Juli 2019 | Libyen           | Anschlag in Bengasi            |                          |                                                                                        | 2 Autobomben                                                                         | Beerdigung                                                | 4        | 33        | Bürgerkrieg in Libyen seit 2014        |
| 12. Juli 2019 | Afghanistan      | Anschlag in Nangarhar          | IS                       | salafistisch, wahhabitisch                                                             | Selbstmordattentäter                                                                 | Hochzeit                                                  | 9 (+1)   | 40        | Krieg in Afghanistan                   |
| 12. Juli 2019 | Somalia          | Anschlag in Kismaayo           | al-Shabaab               | wahhabitisch, islamistisch                                                             | Selbstmordattentäter mit Autobombe, Sturmgewehre                                     | Hotel, Journalisten                                       | 26 (+4)  | 56        | Somalischer Bürgerkrieg                |
| 15. Juli 2019 | Afghanistan      | Anschlag in Kandahar           | Taliban                  | deobandisch-fundamentalistisch, paschtunisch, islamistisch                             | Landmine                                                                             | Hochzeitsgesellschaft auf Lastwagen                       | 11       | 35        | Krieg in Afghanistan                   |
| 16. Juli 2019 | Afghanistan      | Anschlag in Badghis            | Taliban                  | deobandisch-fundamentalistisch, paschtunisch, islamistisch                             | Entführung                                                                           | Soldaten                                                  | 35       |           | Krieg in Afghanistan                   |
| 17. Juli 2019 | Nigeria          | Anschlag in Yobe               | Boko Haram               | wahhabitisch, islamistisch                                                             |                                                                                      | Soldaten                                                  | 21       | 0         | Scharia-Konflikt in Nigeria            |
| 18. Juli 2019 | Afghanistan      | Anschlag in Kandahar           | Taliban                  | deobandisch-fundamentalistisch, paschtunisch, islamistisch                             | 2 Selbstmordattentäter mit Autobomben, Schusswaffen                                  | Polizeihauptquartier                                      | 12 (+4)  | 89        | Krieg in Afghanistan                   |
| 19. Juli 2019 | Afghanistan      | Anschlag in Kabul              | vermutlich Taliban       | deobandisch-fundamentalistisch, paschtunisch, islamistisch                             | Selbstmordattentäter                                                                 | Universität                                               | 8 (+1)   | 33        | Krieg in Afghanistan                   |
| 19. Juli 2019 | Pakistan         | Anschlag in Khyber Pakhtunkhwa | TTP                      | deobandisch, islamisch-fundamentalistisch                                              | Selbstmordattentäter, Schusswaffen                                                   | Krankenhaus, Kontrollpunkt                                | 9 (+1)   | 30        | Konflikt in Nordwest-Pakistan          |
| 22. Juli 2019 | Somalia          | Anschlag in Mogadischu         | al-Shabaab               | wahhabitisch, islamistisch                                                             | Selbstmordattentäter mit Autobombe                                                   | Kontrollpunkt, Flughafen Mogadischu                       | 16 (+1)  | 28        | Somalischer Bürgerkrieg                |
| 22. Juli 2019 | Syrien           | Anschlag in Aleppo             |                          |                                                                                        | Mörser                                                                               | Wohnviertel                                               | 7        | 20        | Bürgerkrieg in Syrien seit 2011        |
| 22. Juli 2019 | Jemen            | Anschlag in Ma'rib             | Huthi                    | zaiditisch, antiimperialistisch, antizionistisch, antisemitisch                        |                                                                                      | Soldaten                                                  | 3 (+8)   | 24 (+24)  | Militärintervention im Jemen seit 2015 |
| 25. Juli 2019 | Nigeria          | Anschlag in Borno              | Boko Haram               | wahhabitisch, islamistisch                                                             | Selbstmordattentäter, Schusswaffen                                                   | Flüchtlingslager, Milizionäre                             | 2 (+1)   | 24        | Scharia-Konflikt in Nigeria            |
| 25. Juli 2019 | Afghanistan      | Anschlag in Kabul              | Taliban, IS              | deobandisch-fundamentalistisch, paschtunisch, islamistisch, salafistisch, wahhabitisch | Selbstmordattentäter mit Autobombe, Selbstmordattentäter mit Motorradbombe, Haftmine | Bergbauministerium, NATO-Konvoi                           | 11 (+2)  | 45        | Krieg in Afghanistan                   |
| 25. Juli 2019 | Afghanistan      | Anschlag in Ghazni             | Taliban                  | deobandisch-fundamentalistisch, paschtunisch, islamistisch                             | 2 Selbstmordattentäter mit Autobomben                                                | Bezirksverwaltungsgebäude, Polizeihauptquartier, Soldaten | 7 (+2)   | 30        | Krieg in Afghanistan                   |
| 28. Juli 2019 | USA              | Anschlag in Gilroy             | Santino William Legan    | rechtsextremistisch, nationalistisch                                                   | Halbautomatisches Gewehr                                                             | Volksfest                                                 | 3 (+1)   | 17        |                                        |
| 28. Juli 2019 | Nigeria          | Anschlag in Maiduguri          | Boko Haram               | wahhabitisch, islamistisch                                                             | Schusswaffen                                                                         | Beerdigungen                                              | 70+      | 10+       | Scharia-Konflikt in Nigeria            |
| 28. Juli 2019 | Afghanistan      | Anschlag in Kabul              |                          |                                                                                        | Selbstmordattentäter mit Autobombe, Schusswaffen                                     | Wahlkampfbüro, Amrullah Saleh                             | 20 (+4)  | 50        | Krieg in Afghanistan                   |
| 28. Juli 2019 | Syrien           | Anschlag in Deir ez-Zor        | IS                       | salafistisch, wahhabitisch                                                             |                                                                                      | Militäraußenposten                                        | 8 (+4)   | 23        | Bürgerkrieg in Syrien seit 2011        |
| 28. Juli 2019 | Afghanistan      | Anschlag in Faryab             | Taliban                  | deobandisch-fundamentalistisch, paschtunisch, islamistisch                             |                                                                                      | Militäraußenposten                                        | 24       | 7         | Krieg in Afghanistan                   |
| 29. Juli 2019 | Jemen            | Anschlag in Saʿda              | vermutlich Huthi         | zaiditisch, antiimperialistisch, antizionistisch, antisemitisch                        |                                                                                      | Markt                                                     | 14       | 26        | Militärintervention im Jemen seit 2015 |
| 30. Juli 2019 | Afghanistan      | Anschlag in Kandahar           | vermutlich Taliban       | deobandisch-fundamentalistisch, paschtunisch, islamistisch                             | Motorradbombe                                                                        | Zivilisten                                                | 3        | 23        | Krieg in Afghanistan                   |
| 30. Juli 2019 | Pakistan         | Anschlag in Quetta             | TTP                      | deobandisch, islamisch-fundamentalistisch                                              | Motorradbombe                                                                        | Polizeistation                                            | 5        | 34        |                                        |
| 31. Juli 2019 | Afghanistan      | Anschlag in Farah              | vermutlich Taliban       | deobandisch-fundamentalistisch, paschtunisch, islamistisch                             | 2 Sprengsätze                                                                        | Bus, Militärfahrzeug, Soldaten, Zivilisten                | 41       | 31        | Krieg in Afghanistan                   |

## August
| Datum/Beginn    | Betroffenes Land | Anschlag                    | Täter                                                                   | Politische Ausrichtung                                                       | Mittel                                                                     | Ziel                                                    | Tote     | Verletzte | Hintergrund                            |
| --------------- | ---------------- | --------------------------- | ----------------------------------------------------------------------- | ---------------------------------------------------------------------------- | -------------------------------------------------------------------------- | ------------------------------------------------------- | -------- | --------- | -------------------------------------- |
| 01. August 2019 | Jemen            | Anschlagsserie in Aden      | Huthi, IS                                                               | zaiditisch, antiimperialistisch, antizionistisch; salafistisch, wahhabitisch | 3 Selbstmordattentäter mit 2 Auto- und einer Motorradbombe, Drohne, Rakete | Militärparade, Polizeistation                           | 51       | 56        | Militärintervention im Jemen seit 2015 |
| 03. August 2019 | USA              | Anschlag in El Paso         | Patrick Wood Crusius (White Supremacist)                                | rechtsextremistisch, rassistisch                                             | Halbautomatisches Gewehr                                                   | Einkaufszentrum, Zivilisten                             | 23       | 23        |                                        |
| 05. August 2019 | Ägypten          | Anschlag in Kairo           | vermutlich Hasm-Bewegung                                                | islamistisch                                                                 | Selbstmordattentäter mit Autobombe                                         | Krebsforschungsinstitut, Verkehr                        | 20 (+1)  | 49        | Sinai-Aufstand                         |
| 05. August 2019 | Afghanistan      | Anschlag in Herat           | IS                                                                      | salafistisch, wahhabitisch                                                   | Motorradbombe                                                              | Hazara-Zivilisten                                       | 4        | 30        | Krieg in Afghanistan                   |
| 07. August 2019 | Afghanistan      | Anschlag in Kabul           | Taliban                                                                 | deobandisch-fundamentalistisch, paschtunisch, islamistisch                   | Selbstmordattentäter mit Autobombe                                         | Polizeistation, Polizeirekrutierungszentrum, Zivilisten | 14 (+1)  | 145       | Krieg in Afghanistan                   |
| 10. August 2019 | Norwegen         | Anschlag in Bærum           | Philip Manshaus (Rechtsextremist)                                       | rechtsextremistisch                                                          | 2 Schrotflinten, Pistole                                                   | Moschee                                                 | 1        | 1 (+1)    |                                        |
| 16. August 2019 | Pakistan         | Anschlag in Quetta          | High Council of the Islamic Emirate                                     |                                                                              | Sprengsatz                                                                 | Moschee, Milizionär, Zivilisten                         | 5        | 20        | Konflikt in Nordwest-Pakistan          |
| 17. August 2019 | Afghanistan      | Anschlag in Kabul           | IS                                                                      | salafistisch, wahhabitisch                                                   | Selbstmordattentäter                                                       | Hochzeitsfeier                                          | 92 (+1)  | 142       | Krieg in Afghanistan                   |
| 19. August 2019 | Burkina Faso     | Anschlag in Koutougou       | JNIM, Boko Haram                                                        | salafistisch, antiwestlich; wahhabitisch, islamistisch                       | Schusswaffen                                                               | Militärstützpunkt, Soldaten                             | 24       | 7         | Aufstand im Maghreb seit 2002          |
| 19. August 2019 | Afghanistan      | Anschlagsserie in Nangarhar |                                                                         |                                                                              | 10 Sprengsätze                                                             | Polizeigebäude, Märkte, Dorf                            | 0        | 123       | Krieg in Afghanistan                   |
| 23. August 2019 | Irak             | Anschlag in Diyala          | IS                                                                      | salafistisch, wahhabitisch                                                   | Motorradbombe                                                              | Markt, Zivilisten                                       | 3        | 30        | Aufstand im Irak (nach US-Rückzug)     |
| 25. August 2019 | Jemen            | Anschlag in Saʿda           | Huthi                                                                   | zaiditisch, antiimperialistisch, antizionistisch                             | Entführung                                                                 | Saudi-Arabische Soldaten                                | 200      | 280       | Militärintervention im Jemen seit 2015 |
| 27. August 2019 | Jemen            | Anschlag in Saʿda           | Huthi                                                                   | zaiditisch, antiimperialistisch, antizionistisch                             | Entführung                                                                 | Jemenitische Soldaten                                   | 25       |           | Militärintervention im Jemen seit 2015 |
| 27. August 2019 | Syrien           | Anschlag in Idlib           | Haiʾat Tahrir asch-Scham/Tanẓīm Ḥurrās ad-Dīn/Nationale Befreiungsfront | salafistisch, wahhabitisch                                                   |                                                                            | Soldaten                                                | 23 (+20) |           | Bürgerkrieg in Syrien seit 2011        |

## September
| Datum/Beginn       | Betroffenes Land | Anschlag                  | Täter                   | Politische Ausrichtung                                     | Mittel                                           | Ziel                                     | Tote     | Verletzte | Hintergrund                            |
| ------------------ | ---------------- | ------------------------- | ----------------------- | ---------------------------------------------------------- | ------------------------------------------------ | ---------------------------------------- | -------- | --------- | -------------------------------------- |
| 01. September 2019 | Afghanistan      | Anschlag in Pol-e Chomri  | Taliban                 | deobandisch-fundamentalistisch, paschtunisch, islamistisch | Schusswaffen                                     | Soldaten, Zivilisten                     | 8 (+21)  | 40 (+13)  | Krieg in Afghanistan                   |
| 02. September 2019 | Afghanistan      | Anschlag in Kabul         | Taliban                 | deobandisch-fundamentalistisch, paschtunisch, islamistisch | Selbstmordattentäter mit Autobombe, Schusswaffen | Wohn- und Büroanlage, Zivilisten         | 16 (+6)  | 119       | Krieg in Afghanistan                   |
| 03. September 2019 | Afghanistan      | Anschlag in Balch         | Taliban                 | deobandisch-fundamentalistisch, paschtunisch, islamistisch |                                                  | Soldaten, Polizisten, Milizionäre        | 20 (+12) |           | Krieg in Afghanistan                   |
| 03. September 2019 | Mali             | Anschlag in Mopti         | JNIM                    | salafistisch, antiwestlich                                 | Landmine                                         | Bus, Zivilisten                          | 14       | 24        | Aufstand im Maghreb seit 2002          |
| 05. September 2019 | Afghanistan      | Anschlag in Kabul         | Taliban                 | deobandisch-fundamentalistisch, paschtunisch, islamistisch | Selbstmordattentäter mit Autobombe               | Kontrollpunkt, NATO-Soldaten             | 12 (+1)  | 40+       | Krieg in Afghanistan                   |
| 08. September 2019 | Burkina Faso     | Anschläge in Centre-Nord  |                         |                                                            | Sprengsatz, Schusswaffen                         | Fahrzeug, Lebensmittelkonvoi, Zivilisten | 29       | 6         | Aufstand im Maghreb seit 2002          |
| 13. September 2019 | Syrien           | Anschlag in Afrin         | vermutlich PKK          | autonomistisch, kurdisch-sozialistisch                     | Autobombe                                        | Milizgebäude                             | 0        | 25        | Bürgerkrieg in Syrien seit 2011        |
| 15. September 2019 | Syrien           | Anschlag in Aleppo        | PKK                     | autonomistisch, kurdisch-sozialistisch                     | Autobombe                                        | Krankenhaus                              | 12       | 24        | Bürgerkrieg in Syrien seit 2011        |
| 17. September 2019 | Afghanistan      | Anschlag in Tscharikar    | Taliban                 | deobandisch-fundamentalistisch, paschtunisch, islamistisch | Selbstmordattentäter mit Motorradbombe           | Wahlkampfveranstaltung von Aschraf Ghani | 26 (+1)  | 42        | Krieg in Afghanistan                   |
| 17. September 2019 | Afghanistan      | Anschlag in Kabul         | Taliban                 | deobandisch-fundamentalistisch, paschtunisch, islamistisch | Selbstmordattentäter                             | Verteidigungsministerium                 | 22 (+1)  | 38        | Krieg in Afghanistan                   |
| 19. September 2019 | Afghanistan      | Anschlag in Qalati Ghilji | Taliban                 | deobandisch-fundamentalistisch, paschtunisch, islamistisch | Selbstmordattentäter mit Autobombe               | Krankenhaus, NDS-Gebäude                 | 39 (+1)  | 140       | Krieg in Afghanistan                   |
| 19. September 2019 | Jemen            | Anschlag in Hadramaut     |                         |                                                            | 2 Sprengsätze                                    | Passagierbus, Militärkonvoi              | 10       | 32        | Militärintervention im Jemen seit 2015 |
| 27. September 2019 | Afghanistan      | Anschlag in Tachar        | Taliban                 | deobandisch-fundamentalistisch, paschtunisch, islamistisch |                                                  | Distrikt                                 | 30       |           | Krieg in Afghanistan                   |
| 28. September 2019 | Syrien           | Anschlag in Hama          | Muslimische Extremisten |                                                            | Artillerie                                       | Soldaten                                 | 26       |           | Bürgerkrieg in Syrien seit 2011        |
| 29. September 2019 | Afghanistan      | Anschlag in Baglan        | Taliban                 | deobandisch-fundamentalistisch, paschtunisch, islamistisch |                                                  | Dorf, Milizionäre                        | 11       | 26        | Krieg in Afghanistan                   |
| 30. September 2019 | Mali             | Anschläge in Mopti        | Ansar ul Islam / JNIM   | salafistisch / salafistisch, antiwestlich                  | Schusswaffen                                     | Militäraußenposten, Zivilisten           | 38 (+15) | 7         | Aufstand im Maghreb seit 2002          |

## Oktober
| Datum/Beginn     | Betroffenes Land | Anschlag                                    | Täter                             | Politische Ausrichtung                                     | Mittel                                                     | Ziel                                     | Tote     | Verletzte | Hintergrund                                       |
| ---------------- | ---------------- | ------------------------------------------- | --------------------------------- | ---------------------------------------------------------- | ---------------------------------------------------------- | ---------------------------------------- | -------- | --------- | ------------------------------------------------- |
| 03. Oktober 2019 | Frankreich       | Anschlag auf die Polizeipräfektur von Paris | Mickaël Harpon (Islamist)         | islamistisch, salafistisch                                 | Messer                                                     | Polizeihauptquartier, Polizisten         | 4 (+1)   | 2         |                                                   |
| 04. Oktober 2019 | Burkina Faso     | Anschläge in Aribinda                       | Ansar ul Islam, vermutlich JNIM   | salafistisch; islamistisch, anti-westlich                  | Schusswaffen                                               | Goldmine                                 | 20       |           | Aufstand im Maghreb seit 2002                     |
| 07. Oktober 2019 | Afghanistan      | Anschlag in Dschalalabad                    | IS                                | salafistisch, wahhabitisch                                 | Autobombe                                                  | Militärrekruten in Minibus               | 10       | 27        | Krieg in Afghanistan                              |
| 09. Oktober 2019 | Deutschland      | Anschlag in Halle (Saale) 2019              | Stephan Balliet (Rechtsextremist) | rechtsextremistisch, antisemitisch                         | Maschinenpistole, Schrotflinte, Granaten, Molotowcocktails | Synagoge, Restaurant, Zivilisten         | 2        | 2 (+1)    |                                                   |
| 10. Oktober 2019 | Türkei           | Anschläge in Mardin und Şanlıurfa           | PKK/YPG                           | autonomistisch, kurdisch-sozialistisch                     | Raketen, Mörser                                            | Distrikte, Dörfer                        | 5        | 68        | Konflikt zwischen der Republik Türkei und der PKK |
| 11. Oktober 2019 | Türkei           | Anschläge in Mardin und Şanlıurfa           | PKK/YPG                           | autonomistisch, kurdisch-sozialistisch                     | Mörser                                                     | Distrikt, Wohngebäude                    | 11       | 36        | Konflikt zwischen der Republik Türkei und der PKK |
| 16. Oktober 2019 | Afghanistan      | Anschlag in Laghman                         | Taliban                           | deobandisch-fundamentalistisch, paschtunisch, islamistisch | Selbstmordattentäter mit Autobombe                         | Polizeihauptquartier, Zivilisten         | 2 (+1)   | 36        | Krieg in Afghanistan                              |
| 18. Oktober 2019 | Afghanistan      | Anschlag in Nangarhar                       | IS                                | salafistisch, wahhabitisch                                 | Selbstmordattentäter                                       | Moschee                                  | 73 (+1)  | 30        | Krieg in Afghanistan                              |
| 20. Oktober 2019 | Afghanistan      | Anschlag in Zabul                           | Taliban                           | deobandisch-fundamentalistisch, paschtunisch, islamistisch | Raketen                                                    | Militärkonvoi                            | 3        | 20        | Krieg in Afghanistan                              |
| 25. Oktober 2019 | Afghanistan      | Anschlag in Dschalalabad                    | Taliban                           | deobandisch-fundamentalistisch, paschtunisch, islamistisch | Selbstmordattentäter                                       | NDS-Konvoi                               | 5 (+1)   | 21        | Krieg in Afghanistan                              |
| 27. Oktober 2019 | Mosambik         | Anschlag in Cabo Delgado                    | IS                                | salafistisch, wahhabitisch                                 | Schuss- und Stichwaffen, Brandstiftung                     | Mosambikanische Soldaten, Wagner-Söldner | 25       | 0         | Aufstand in Cabo Delgado                          |
| 27. Oktober 2019 | Irak             | Anschlag in Hilla                           | Badr-Brigaden                     | schiitisch-islamistisch                                    | Schusswaffen                                               | Demonstration                            | 7        | 38        | Proteste im Irak 2019/2020                        |
| 28. Oktober 2019 | Afghanistan      | Anschlag in Dschuzdschan                    | Taliban                           | deobandisch-fundamentalistisch, paschtunisch, islamistisch | Entführung                                                 | Militärstützpunkt, Polizisten            | 20 (+1+) | 5         | Krieg in Afghanistan                              |
| 28. Oktober 2019 | Indien           | Anschlag in Sopore                          |                                   |                                                            | Granate                                                    | Bushaltestelle                           | 0        | 20        | Aufstand in Kaschmir                              |
| 31. Oktober 2019 | Syrien           | Anschlag in Afrin                           | vermutlich YPG                    |                                                            | Autobombe                                                  | Markt                                    | 8        | 30        | Bürgerkrieg in Syrien seit 2011                   |

## November
| Datum/Beginn      | Betroffenes Land       | Anschlag                   | Täter                   | Politische Ausrichtung                                     | Mittel                             | Ziel                                       | Tote     | Verletzte | Hintergrund                                          |
| ----------------- | ---------------------- | -------------------------- | ----------------------- | ---------------------------------------------------------- | ---------------------------------- | ------------------------------------------ | -------- | --------- | ---------------------------------------------------- |
| 01. November 2019 | Mali                   | Anschlag in Ménaka         | IS                      | salafistisch, wahhabitisch                                 | Schusswaffen, Artillerie           | Militärstützpunkt                          | 54       | 3         | Konflikt in Nordmali (seit 2012)                     |
| 02. November 2019 | Syrien                 | Anschlag in Tall Abyad     | vermutlich PKK/YPG      | autonomistisch, kurdisch-sozialistisch                     | Autobombe                          | Markt                                      | 13       | 30+       | Konflikt zwischen der Republik Türkei und der PKK    |
| 04. November 2019 | Indien                 | Anschlag in Srinagar       |                         |                                                            | Granate                            | Markt, Polizisten                          | 2        | 34        | Aufstand in Kaschmir                                 |
| 06. November 2019 | Burkina Faso           | Anschläge in Fada N’Gourma | IS                      | salafistisch, wahhabitisch                                 | Landmine, Schusswaffen             | Buskonvoi, Minenarbeiter, Militärfahrzeuge | 37+      | 64        | Aufstand im Maghreb seit 2002                        |
| 10. November 2019 | Syrien                 | Anschlag in Suluk          | PKK/YPG                 | autonomistisch, kurdisch-sozialistisch                     | Autobombe                          | Dorf                                       | 8        | 20        | Bürgerkrieg in Syrien seit 2011                      |
| 10. November 2019 | Irak                   | Anschlag in Bagdad         |                         |                                                            | Granate                            | Polizisten                                 | 0        | 48        | Proteste im Irak 2019/2020                           |
| 11. November 2019 | Syrien                 | Anschlag in Qamischli      | IS/YPG                  | salafistisch, wahhabitisch                                 | 2 Autobomben, Motorradbombe        | Markt, Hotel                               | 6        | 21        | Bürgerkrieg in Syrien seit 2011                      |
| 11. November 2019 | Philippinen            | Anschlag in Eastern Samar  | NPA                     | marxistisch-leninistisch-maoistisch                        | Landminen, Schusswaffen            | Soldaten                                   | 6 (+1)   | 20        | Kommunistischer Revolutionskampf auf den Philippinen |
| 13. November 2019 | Afghanistan            | Anschlag in Kabul          | Taliban                 | deobandisch-fundamentalistisch, paschtunisch, islamistisch | Selbstmordattentäter mit Autobombe | Kanadischer Sicherheitskonvoi, Zivilisten  | 12 (+1)  | 20        | Krieg in Afghanistan                                 |
| 15. November 2019 | Irak                   | Anschlag in Bagdad         |                         |                                                            | 2 Sprengsätze                      | Demonstration                              | 6        | 40        | Proteste im Irak 2019/2020                           |
| 16. November 2019 | Syrien                 | Anschlag in al-Bab         | PKK/YPG                 | autonomistisch, kurdisch-sozialistisch                     | Autobomben                         | Bushaltestelle, Taxistand                  | 19       | 50        | Konflikt zwischen der Republik Türkei und der PKK    |
| 18. November 2019 | Mali                   | Anschlag in Gao            | IS                      | salafistisch, wahhabitisch                                 |                                    | Militärpatrouille                          | 43 (+17) | 29        | Konflikt in Nordmali (seit 2012)                     |
| 21. November 2019 | Syrien                 | Anschlag in Aleppo         | Muslimische Extremisten |                                                            | Mörser                             | Wohnviertel                                | 7        | 31        | Bürgerkrieg in Syrien seit 2011                      |
| 23. November 2019 | Syrien                 | Anschlag in Tall Abyad     | PKK/YPG                 | autonomistisch, kurdisch-sozialistisch                     | Autobombe                          | Stadtzentrum                               | 3        | 22        | Konflikt zwischen der Republik Türkei und der PKK    |
| 29. November 2019 | Vereinigtes Königreich | Anschlag in London         | Usman Khan (Islamist)   | islamistisch                                               | Messer, Fake-Sprengstoffweste      | Zivilisten                                 | 2 (+1)   | 3         |                                                      |

## Dezember
| Datum/Beginn      | Betroffenes Land             | Anschlag                    | Täter                                                            | Politische Ausrichtung                                          | Mittel                                               | Ziel                                             | Tote     | Verletzte | Hintergrund                                                              |
| ----------------- | ---------------------------- | --------------------------- | ---------------------------------------------------------------- | --------------------------------------------------------------- | ---------------------------------------------------- | ------------------------------------------------ | -------- | --------- | ------------------------------------------------------------------------ |
| 06. Dezember 2019 | Irak                         | Anschlag in Bagdad          | vermutlich al-Haschd asch-Schaʿbī                                | anti-wahhabitisch                                               | Sturmgewehre, Brandstiftung                          | Demonstration, Journalist                        | 25       | 120       | Proteste im Irak 2019/2020                                               |
| 06. Dezember 2019 | Irak                         | Anschlag in Bagdad          | vermutlich al-Haschd asch-Schaʿbī                                | anti-wahhabitisch                                               | Sturmgewehre, Stichwaffen, Brandstiftung, Entführung | Protestlager, Polizisten                         | 24       |           | Proteste im Irak 2019/2020                                               |
| 06. Dezember 2019 | USA                          | Anschlag in Pensacola       | Mohamed Saeed Alshamrani (al-Qaida auf der Arabischen Halbinsel) | salafistisch, antizionistisch, antisemitisch                    | Pistole                                              | Marinestützpunkt                                 | 3 (+1)   | 8         |                                                                          |
| 09. Dezember 2019 | Afghanistan                  | Anschlag in Kundus          | Taliban                                                          | deobandisch-fundamentalistisch, paschtunisch, islamistisch      | Mörser                                               | Polizeihauptquartier, Wohngebäude                | 5        | 25        | Krieg in Afghanistan                                                     |
| 10. Dezember 2019 | Niger                        | Anschlag in Inatès          | Boko Haram                                                       | wahhabitisch, islamistisch                                      | Schusswaffen, Mörser                                 | Militärstützpunkt, Soldaten                      | 71 (+57) | 12        | Scharia-Konflikt in Nigeria                                              |
| 10. Dezember 2019 | USA                          | Anschlag in Jersey City     | Schwarze Hebräer                                                 | antisemitisch                                                   | Schusswaffen, Rohrbombe                              | Koscheres Lebensmittelgeschäft                   | 4 (+2)   | 3         |                                                                          |
| 11. Dezember 2019 | Afghanistan                  | Anschlag in Bagram          | Taliban                                                          | deobandisch-fundamentalistisch, paschtunisch, islamistisch      | 2 Selbstmordattentäter mit Autobomben, Schusswaffen  | Bagram Air Base                                  | 2 (+7)   | 76        | Krieg in Afghanistan                                                     |
| 11. Dezember 2019 | Demokratische Republik Kongo | Anschlag in Beni            | Allied Democratic Forces                                         | islamistisch                                                    | Stichwaffen                                          | Militärstützpunkt, Soldaten                      | 22       |           | ADF-Konflikt                                                             |
| 14. Dezember 2019 | Afghanistan                  | Anschlag in Ghazni          | Taliban                                                          | deobandisch-fundamentalistisch, paschtunisch, islamistisch      | Schusswaffen                                         | Militärstützpunkt                                | 23       | 1         | Krieg in Afghanistan                                                     |
| 15. Dezember 2019 | Demokratische Republik Kongo | Anschlag in Nord-Kivu       | ADF                                                              | islamistisch                                                    | Schusswaffen, Macheten                               | Dörfer                                           | 22       | 0         | ADF-Konflikt                                                             |
| 21. Dezember 2019 | Somalia                      | Anschlag in Mogadischu      | al-Shabaab                                                       | wahhabitisch, islamistisch                                      | Selbstmordattentäter mit Autobombe                   | Hotel, Zivilisten                                | 7 (+1)   | 21        | Somalischer Bürgerkrieg                                                  |
| 22. Dezember 2019 | Kamerun                      | Anschläge in Extrême-Nord   | Boko Haram                                                       | wahhabitisch, islamistisch                                      | Messer, Entführung                                   | Fischer                                          | 50       | 0         | Scharia-Konflikt in Nigeria                                              |
| 23. Dezember 2019 | Syrien                       | Anschlag in Suluk           | PKK                                                              | autonomistisch, kurdisch-sozialistisch                          | Autobombe                                            | Kleinstadt                                       | 5        | 20        | Bürgerkrieg in Syrien seit 2011                                          |
| 24. Dezember 2019 | Burkina Faso                 | Anschläge in Aribinda       | IS                                                               | salafistisch, wahhabitisch                                      | Selbstmordattentäter mit Autobombe, Schusswaffen     | Militärstützpunkt, Dorf, Soldaten                | 35 (+80) | 26        | Aufstand im Maghreb seit 2002                                            |
| 28. Dezember 2019 | Somalia                      | Anschlag in Mogadischu      | al-Shabaab                                                       | wahhabitisch, islamistisch                                      | Selbstmordattentäter mit Autobombe                   | Kontrollpunkt, Universität, türkische Ingenieure | 83 (+1)  | 148       | Somalischer Bürgerkrieg                                                  |
| 28. Dezember 2019 | USA                          | Anschlag in Rockland County | Grafton E. Thomas                                                | antisemitisch                                                   | Machete                                              | Chanukkafeier, Jüdische Zivilisten               | 1        | 4         | Zweifel an terroristischem Motiv aufgrund mentaler Erkrankung des Täters |
| 29. Dezember 2019 | Jemen                        | Anschlag in ad-Dāliʿ        | Huthi                                                            | zaiditisch, antiimperialistisch, antizionistisch, antisemitisch | Rakete                                               | Militärparade, Zivilisten                        | 7        | 25        | Militärintervention im Jemen seit 2015                                   |
| 29. Dezember 2019 | Sudan                        | Anschlag in Gharb Darfur    | Stammesangehörige                                                |                                                                 | Schusswaffen, Brandstiftung                          | Flüchtlingslager                                 | 24       | 17        | Darfur-Konflikt                                                          |